# MÁV-személykocsik listája
Ez a szócikk a Magyar Államvasutak Zrt. (MÁV) személykocsijait ismerteti.
(Néhány típus mennyisége a felújítások, átépítések és selejtezések miatt a szócikkben írtaktól eltérhet.)

## InterCity-kocsik

### 1. osztályú
| Kocsi | UIC pályaszám   | Állományi darabszám | Forgalomban | Engedélyezett sebesség | Kialakítás | Jellemzői | Kép |
| ----- | --------------- | ------------------- | ----------- | ---------------------- | ---------- | --- | --- |
| Amz   | 61 55 19-91 100 | 9 db                | 6 db        | 200 km/h               | fülkés     | 1994-ben készültek a spanyolországi CAF-gyárban |     |
| Amz   | 61 55 19-91 300 | 15 db               | 15 db       | 200 km/h               | fülkés     | 1997-1998 között készültek a Dunakeszi Járműjavítóban a német DWA megbízásából |     |
| Amxz  | 61 55 10-76 000 | 3 db                | 1 db        | 160 km/h               | vegyes     | 1994-ben készült a Ganz-Hunslet-ben |     |
| Apee  | 51 55 10-44 001 | 26 db               | 26 db       | 140 km/h               | termes     | 1974-1976 között készültek Győrben, a Rába gyárban, 1994-1995 között, majd 1997-ben és 2000-ben a Dunakeszi Járműjavítóban (második generációs) InterCity kocsivá átépítve. 2022 februárjában egy kocsi megkapta az új színterves külsőt. |     |
| Apee  | 50 55 17-37 001 | 4 db                | 4 db        | 140 km/h               | termes     | 1970-1971 között készültek Győrben, a Rába gyárban, 1986-1988 között Dunakeszin komfortkocsivá átépítve |     |
| Apee  | 61 55 19-57 001 | 3 db                | 3 db        | 140 km/h               | termes     | 1979-ben készültek a lengyel Cegielski gyár poznani üzemében, 2008-2009-ben Dunakeszin (harmadik generációs) InterCity kocsivá átépítve                                                                                                   |     |
| Apmz  | 61 55 10-71 001 | 9 db                | 8 db        | 160 km/h               | termes     | 1995-ben készült a DWA Bautzeni gyárában |     |
| Apmz  | 61 55 10-91 100 | 8 db                | 8 db        | 200 km/h               | termes     | 1994-ben készült a spanyolországi CAF-gyárban |     |
| ARmz  | 61 55 85-91 400 | 35 db               | 24 db       | 200 km/h               | vegyes     | 2020 óta készül Szolnokon, fülkés, bisztrószakasszal, két emelt színvonalú prémium fülkével, és két csendes fülkével. 2021. október 11-én állt forgalomba a Dália és Vércse InterCitykben.                                                |     |

### 1-2. osztályú
| Kocsi | UIC pályaszám   | Állományi darabszám | Forgalomban | Engedélyezett sebesség | Kialakítás | Jellemzői                                      | Kép |
| ----- | --------------- | ------------------- | ----------- | ---------------------- | ---------- | ---------------------------------------------- | --- |
| ABmz  | 61 55 30-91 001 | 6 db                | 6 db        | 200 km/h               | fülkés     | 1989-ben készültek a jugoszláviai GOŠA gyárban |     |

### 2. osztályú
| Kocsi  | UIC pályaszám   | Állományi darabszám | Forgalomban | Engedélyezett sebesség | Kialakítás | Jellemzői | Kép |
| ------ | --------------- | ------------------- | ----------- | ---------------------- | ---------- | --- | --- |
| Bmz    | 61 55 21-91 001 | 13 db               | 13 db       | 200 km/h               | fülkés     | 1989-ben készültek a jugoszláviai GOŠA gyárában. 2022 januárjában egy kocsi megkapta az új színterves külsőt. |     |
| Bmz    | 61 55 21-91 100 | 12 db               | 10 db       | 200 km/h               | fülkés     | 1994-ben készültek a spanyolországi CAF-gyárban |     |
| Bmz    | 61 55 21-91 300 | 35 db               | 35 db       | 200 km/h               | fülkés     | 1997-ben készültek a Dunakeszi Járműjavítóban a német DWA megbízásából |     |
| Bmxz   | 61 55 21-76 001 | 3 db                | 2 db        | 160 km/h               | vegyes     | 1994-ben készült a Ganz-Hunslet-ben |     |
| Bpee   | 51 55 20-44 001 | 87 db               | 87 db       | 140 km/h               | termes     | 1974-1976 között készültek Győrben, a Rába gyárban, 1994-1997 között és 2000-ben a Dunakeszi Járműjavítóban (második generációs) InterCity kocsivá átépítve; a Bphee kocsik mozgássérült utasok szállítására is alkalmasak. 2022 januárjában két kocsi megkapta az új színterves külsőt. |     |
| Bphee  | 51 55 20-44 080 | 9 db                | 9 db        | 140 km/h               | termes     | 1974-1976 között készültek Győrben, a Rába gyárban, 1994-1997 között és 2000-ben a Dunakeszi Járműjavítóban (második generációs) InterCity kocsivá átépítve; a Bphee kocsik mozgássérült utasok szállítására is alkalmasak. 2022 januárjában két kocsi megkapta az új színterves külsőt. |     |
| Bpee   | 61 55 29-57 001 | 7 db                | 7 db        | 140 km/h               | termes     | 1979-1980 között készültek a lengyel Cegielski gyár poznani üzemében, 2008-2009-ben Dunakeszin (harmadik generációs) InterCity kocsivá átépítve |     |
| Bpmee  | 51 55 20-70 050 | 26 db               | 24 db       | 160 km/h               | termes     | 1994-1995 között készültek a DWA ammendorfi gyárában |     |
| Bpmz   | 61 55 20-71 001 | 24 db               | 24 db       | 160 km/h               | termes     | 1995-ben készült a DWA bautzeni és ammendorfi gyárában |     |
| Bpmz   | 61 55 20-91 100 | 18 db               | 18 db       | 200 km/h               | termes     | 1994-ben készültek a spanyolországi CAF-gyárban |     |
| Bpmz   | 61 55 20-91 400 | 12 db               | 12 db       | 200 km/h               | termes     | 2013-ban készült el az első Szolnokon a (negyedik generációs) MÁV IC+ program keretében |     |
| Bbdpmz | 61 55 84-91 400 | 10 db               | 10 db       | 200 km/h               | termes     | nemzetközi forgalomban, 2018-2019-ben készült, többcélú |     |
| Bbdpmz | 61 55 84-91 410 | 30 db               | 30 db       | 200 km/h               | termes     | belföldi forgalomban, 2019 óta készül Szolnokon, többcélú |     |

## Gyorsvonati és személyvonati kocsik
| Kocsi     | UIC pályaszám                   | Állományi darabszám | Forgalomban | Engedélyezett sebesség | Kialakítás          | Ülőhely                  | Jellemzői | Kép |
| --------- | ------------------------------- | ------------------- | ----------- | ---------------------- | ------------------- | ------------------------ | --- | --- |
| A         | 51 55 19-80 001                 | 10 db               | 1 db        | 140 km/h               | fülkés              | 54                       | 1981-ben készültek az NDK-ban, a bautzeni Waggonbau gyárban, korábban 1. osztályú kocsi volt. Már csak a 010-esnek van érvényes fővizsgája. A kocsi tartalékként közlekedik Békéscsaba környékén.                                                                                       |     |
| AB        | 51 55 39-80 001                 | 7 db                | 0 db        | 140 km/h               | fülkés              | 24+40                    | 1981-ben készültek az NDK-ban, a bautzeni Waggonbau gyárban, közforgalomban már nem közlekednek. |     |
| Ad        | 51 55 19-30 001                 | 4 db                | 4 db        | 140 km/h               | fülkés              | 54                       | 1970-ben készültek Győrben, a Rába gyárban, 1992-1993 között Dunakeszin átépítve. Korábban 1. osztályú kocsi volt, azóta Debrecen környékén és a tengerparti expresszvonatokon lehet találkozni vele.                                                                                   |     |
| Ao        | 50 55 19-37 001                 | 9 db                | 0 db        | 120 km/h               | fülkés              | 54                       | 1979-ben készültek Poznańban. Korábban 1. osztályú kocsi volt, az összes darab selejtezésre vár. |     |
| Ap        | 50 55 19-05 092                 | 1 db                | 1 db        | 120 km/h               | termes              | 54                       | Az eredetileg 1972-1973 között Dunakeszin készült Ap kocsikat 2002-2005 között lefokozták Bp kocsivá, ezekből 1 darabot 2023-ban újra első osztályúvá festettek át, és főleg retró rendezvényeken állítják forgalomba.                                                                  |     |
| B         | 51 55 20-80 001                 | 9 db                | 1 db        | 140 km/h               | fülkés              | 80                       | 1981-ben készültek az NDK-ban, a bautzeni Waggonbau gyárban |     |
| Bd        | 51 55 20-30 001                 | 13 db               | 13 db       | 140 km/h               | fülkés              | 80                       | 1970-ben készültek Győrben, a Budapest és Nyíregyháza között közlekedő sebesvonatokban lehet találkozni vele. |     |
| Bd        | 50 55 20-37 300 50 55 20-37 500 | 95 db               | 95 db       | 120 km/h               | fülkés              | 80                       | 1969-1971-ben készültek Győrben. Főleg a békéscsabai és szegedi InterCity-kben lehet találkozni vele, nyáron a Balatonra is járnak. |     |
| Bd        | 51 55 29-30 001                 | 13 db               | 13 db       | 120 km/h               | fülkés              | 64                       | 1970-ben készültek Győrben eredetileg 1-2. osztályú gyorsvonati kocsiként |     |
| Bd        | 50 55 29-37 500                 | 5 db                | 5 db        | 140 km/h               | fülkés              | 64                       | 1970-ben készültek Győrben eredetileg 1. osztályú kocsiként |     |
| BDbh      | 50 55 82-28 101                 | 15 db               | 15 db       | 120 km/h               | termes              | 52                       | 1963-1967 között készültek Dunakeszin, 1996-ban Szolnokon átépítve. Kerékpárszállító résszel rendelkezik, a 116-os és 132-es kocsi emelőberendezéssel is felszerelt |     |
| BDd       | 50 55 82-28 130                 | 10 db               | 10 db       | 120 km/h               | termes              | 56                       | 1963-1967 között készültek Dunakeszin, 1996-ban Szolnokon átépítve. Kerékpárszállító résszel rendelkezik, a 116-os és 132-es kocsi emelőberendezéssel is felszerelt |     |
| Bdmpee    | 50 55 84-05 100                 | 15 db               | 15 db       | 120 km/h               | termes              | 64                       | 1992-ben készültek a Ganzban, 2013-ban építették át Szolnokon, kerékpárszállító szakasszal rendelkezik. 2021–2022-ben további 7 darab került átépítésre Bmx kocsikból, többségük új színtervet is kapott.                                                                               |     |
| Bhv       | 50 55 20-05 550                 | 309 db              | 307 db      | 120 km/h               | termes              | 79                       | 1963-1972 között készültek Dunakeszin, 1998-1999, 2002-2004 és 2007-2009 között Szolnokon és Dunakeszin átépítve, beceneve "fecske vagy posta Bhv" |     |
| Bhv       | 50 55 20-07 600                 | 58 db               | 25 db       | 100 km/h               | termes              | 80                       | 1970-1976 között készültek Dunakeszin, termes, 58 db van belőlük állományban (a MÁV legnagyobb létszámú kocsitípusa) |     |
| Bhrv      | 50 55 20-05 000                 | 5 db                | 2 db        | 120 km/h               | termes              | 76                       | 1965-1972 között készült Dunakeszin, 1997-ben Szolnokon átépítve |     |
| Bo        | 50 55 20-37 003                 | 29 db               | 3 db        | 120 km/h               | fülkés              | 80                       | 1979-1980 között készültek a lengyel Cegielski gyár poznańi üzemében. Az utolsó még futó kocsikat a vasút 2022. október 2-án a Miskolc–Hidasnémeti-vasútvonalon búcsúztatta a közforgalomtól.                                                                                           |     |
| Bko       | 50 55 20-37 005                 | 18 db               | 2 db        | 120 km/h               | fülkés              | 60                       | 1979-1980 között készültek a lengyel Cegielski gyár poznańi üzemében, 1990-1991 között a Dunakeszi Járműjavítóban (első generációs) InterCity kocsivá átépítve. Az utolsó még futó kocsikat a vasút 2022. október 2-án a Miskolc–Hidasnémeti-vasútvonalon búcsúztatta a közforgalomtól. |     |
| Bmx       | 50 55 21-05 100                 | 25 db               | 25 db       | 120 km/h               | termes              | 88                       | 1992-1993 között készült a Ganz-Hunslet-ben |     |
| Bmx       | 50 55 22-05 001                 | 31 db               | 31 db       | 120 km/h               | termes              | 88                       | 1987-1990 között készült a Ganz-MÁVAG-ban |     |
| Bp        | 50 55 29-05 001                 | 64 db               | 31 db       | 120 km/h               | termes              | 54                       | 1972-1973 között Dunakeszin készült Ap-k 1988-1989 között átépítve, majd 2002-2005 között lefokozva |     |
| By        | 50 55 20-17 001                 | 5 db                | 1 db        | 100 km/h               | termes              | 80                       | 1973-1982 között készültek Dunakeszin |     |
| By/Byee   | 50 55 21-55 001                 | 233 db              | 232 db      | 140 km/h               | termes, vagy vegyes | vegyes: 71 termes: 83-84 | 1978-1982 között készültek az NDK-ban, Halberstadtban, 2006-2007 között érkeztek Magyarországra (a 600-asok és az ABy, AByee-ből lefokozottak középen fülkések, beceneve: "Halbi" - bővebben: Halberstadti kocsi)                                                                       |     |
| Bydee     | 50 55 84-55 001                 | 26 db               | 26 db       | 140 km/h               | termes              | 80                       | 1978-1982 között készültek az NDK-ban, Halberstadtban, 2006-2007 között érkeztek Magyarországra, kerékpárszállító szakasszal rendelkezik, beceneve: "Halbi" - bővebben: Halberstadti kocsi                                                                                              |     |
| ABy/AByee | 50 55 31-55 001                 | 11 db               | 0 db        | 140 km/h               | vegyes              | 25+46                    | 1978-1982 között készültek az NDK-ban, Halberstadtban, 2006-2007 között érkeztek Magyarországra, termes, középen fülkés. Egy sincs már forgalomban, átalakításuk By/Byee típusra folyamatban van (beceneve: "Halbi" - bővebben: Halberstadti kocsi).                                    |     |
| Bpmee     | 51 55 20-76 001                 | 49 db               | 38 db       | 160 km/h               | termes              | 80                       | 1980-1986 között készítette az SGP és a Jenbacher Grazban (bővebben: hosszú Schlieren-kocsi) |     |
| Bpmee     | 50 55 22-05 050                 | 4 db                | 4 db        | 120 km/h               | termes              | 50                       | Korábban Amx 11-05, 1990-1991 között készült a Ganz-MÁVAG-ban, (beceneve: "Selyemhernyó") |     |
| Bpmbdfee  | 51 55 80-76 200                 | 6 db                | 5 db        | 160 km/h               | termes              | 44                       | A Bpmee 20-76 vezérlőkocsija, de a MÁV csak többcélú termes kocsiként alkalmazza |     |
| Bzx       | 50 55 24-29 500                 | 126 db              | 126 db      | 80 km/h                | termes              | 50                       | 1977-1984 között készültek a csehszlovákiai Studenka gyárban (Bzmot motorkocsi mellékkocsija, beceneve "Studenka", létszámuk folyamatosan csökken) |     |
| BDzx      | 50 55 83-28 001                 | 7 db                | 7 db        | 80 km/h                | termes              | 51                       | 1977-1984 között készültek a csehszlovákiai Studenka gyárban, poggyászteres (Bzmot motorkocsi mellékkocsija, beceneve: "Börtön Bz", létszámuk folyamatosan csökken) |     |

## Étkező- és bisztrókocsik
| Kocsi | UIC pályaszám   | Állományi darabszám | Forgalomban | Engedélyezett sebesség | Kialakítás     | Jellemzői                                                                                       | Kép |
| ----- | --------------- | ------------------- | ----------- | ---------------------- | -------------- | ----------------------------------------------------------------------------------------------- | --- |
| WRRmz | 61 55 88-71 001 | 10 db               | 8 db        | 160 km/h               | étkező-bisztró | 1995-ben készült a DWA ammendorfi gyárában                                                      |     |
| WRRee | 51 55 88-44 001 | 7 db                | 6 db        | 140 km/h               | étkező-bisztró | 1971-ben készültek a győri Rábában                                                              |     |
| WRmz  | 61 55 88-91 100 | 9 db                | 7 db        | 200 km/h               | étkező         | 1994-1995 között készültek a spanyolországi CAF gyárban, 2016-tól kezdték felújítani Dunakeszin |     |

## Fekvőhelyes kocsik
| Kocsi | UIC pályaszám   | Állományi darabszám | Forgalomban | Engedélyezett sebesség | Jellemzői                                                                              | Kép |
| ----- | --------------- | ------------------- | ----------- | ---------------------- | -------------------------------------------------------------------------------------- | --- |
| Bc    | 51 55 59-80 001 | 8 db                | 8 db        | 160 km/h               | 1970-1971 között készültek Győrben, a Rába gyárban, 1985-ben Dunakeszin átépítve       |     |
| Bcmz  | 61 55 50-91 100 | 9 db                | 7 db        | 200 km/h               | 1994-ben készült a spanyolországi CAF gyárban                                          |     |
| Bcmz  | 61 55 50-91 200 | 8 db                | 0 db        | 200 km/h               | 1962–1972 között készültek, a MÁV 2020-ban vásárolt 8 darabot, felújításuk elkezdődött |     |
| Bcbmz | 61 55 59-91 200 | 5 db                | 0 db        | 200 km/h               | 1962–1972 között készültek, a MÁV 2020-ban vásárolt 5 darabot, felújításuk elkezdődött |     |

## Hálókocsik
| Kocsi  | UIC pályaszám   | Állományi darabszám | Forgalomban | Engedélyezett sebesség | Jellemzői                                                                                     | Kép |
| ------ | --------------- | ------------------- | ----------- | ---------------------- | --------------------------------------------------------------------------------------------- | --- |
| WLAB   | 51 55 70-80 001 | 10 db               | 10 db       | 160 km/h               | 1985-ben készültek az NDK-ban, a görlitzi gyárban                                             |     |
| WLABmz | 62 55 71-91 000 | 9 db                | 5 db        | 200 km/h               | 1994-1995 között készültek Görlitzben, a MÁV 2020-ban vásárolta őket. Felújításuk elkezdődött |     |
| WLABmz | 61 55 71-91 100 | 6 db                | 6 db        | 200 km/h               | 1994-1995 között készültek a spanyolországi CAF gyárban, felújításuk 2020-ban kezdődött       |     |

## Vezérlőkocsik
| Kocsi   | UIC pályaszám   | Állományi darabszám | Forgalomban | Engedélyezett sebesség | Kialakítás | Jellemzői | Kép |
| ------- | --------------- | ------------------- | ----------- | ---------------------- | ---------- | --- | --- |
| BDdf    | 50 55 80-05 100 | 10 db               | 8 db        | 100 km/h               | termes     | 1963–1969 között készültek a Dunakeszi Járműjavítóban, poggyászteres, (M41 100-as és 200-as mozdonyok ingavonati vezérlőkocsija) |     |
| BDdf    | 50 55 80-05 300 | 4 db                | 1 db        | 120 km/h               | termes     | 1965–1970 között készültek Dunakeszin, poggyászteres, (V43 1000-es mozdonyok ingavonati vezérlőkocsija) |     |
| BDt     | 50 55 80-05 400 | 6 db                | 6 db        | 120 km/h               | termes     | 1963-1970 között Dunakeszin készült járművekből 1999-2000 között létrehozott új vezérlőkocsi típus a felújított 20-05 550 sorozatú „szürke Bhv” kocsikhoz. (V43 2000-es és M41 300-as mozdonyok ingavonati vezérlőkocsija)                  |     |
| BDt     | 50 55 80-05 406 | 49 db               | 49 db       | 120 km/h               | termes     | 2003-2009 között a „posta Bhv” kocsikhoz további 49 darabot építettek át. |     |
| Bmxfee  | 50 55 80-05 001 | 12 db               | 11 db       | 120 km/h               | termes     | Korábban Bmxt 21-05, 1987–1990 között készült a Ganz-Hunslet-ben. (BDVmot vezérlőkocsija, klimatizált, beceneve: Hernyó) |     |
| Bmxtz   | 61 55 80-76 001 | 3 db                | 1 db        | 160 km/h               | termes     | 1994-ben készült a Ganz-Hunslet-ben (BVmot vezérlőkocsija, klimatizált, beceneve: Samu), Bmxtz 001 működőképes, 002, 003 működésképtelen |     |
| Btzx    | 50 55 80-29 801 | 3 db                | 3 db        | 90 km/h                | termes     | 1977–1984 között készültek a csehszlovákiai Studenka gyárban, 1996-2002 között Szombathelyen InterPicivé átépítve. |     |
| Bybdtee | 50 55 80-55 800 | 20 db               | 17 db       | 140 km/h               | termes     | 1978–1982 között készültek az NDK-ban, Halberstadtban, 2006-2007 között érkeztek Magyarországra, kerékpár szállítására alkalmas, (felújított V43 300-as és TRAXX mozdonyok vezérlőkocsija, beceneve: "Halbi", bővebben: Halberstadti kocsi) |     |

## Poggyász- és kerékpárszállító kocsik
| Kocsi | UIC pályaszám   | Állományi darabszám | Forgalomban | Engedélyezett sebesség | Jellemzői | Kép |
| ----- | --------------- | ------------------- | ----------- | ---------------------- | --- | --- |
| Bd    | 50 55 84-07 001 | 3 db                | 3 db        | 120 km/h               | 1971-ben készült Győrben, 2013-ban Szolnokon építették át                                                            |     |
| Bd    | 50 55 84-44 001 | 5 db                | 5 db        | 140 km/h               | 1971-ben készült Győrben, 2010-ben Szolnokon építették át                                                            |     |
| Ddb   | 50 55 92-05 101 | 4 db                | 4 db        | 120 km/h               | 1971-ben készült Győrben, a Rába gyárban, 1996-ban Dunakeszin átépítették. A 104-es kocsi retró festést kapott.      |     |
| Dd    | 50 55 94-80 001 | 10 db               | 10 db       | 160 km/h               | 1971-ben készült Győrben, a Rába gyárban, 1988-1990 között Dunakeszin átépítve. A 019-es kocsi retró festést kapott. |     |
| Ddmee | 51 55 94-91 100 | 5 db                | 4 db        | 200 km/h               | 1995-ben készültek a spanyolországi CAF gyárban                                                                      |     |

## Kisvasúti kocsik
- Ba: Középszáma: 25-01 485, 1950-ben készült a Ganz-MÁVAG-ban, termes, engedélyezett seb. 30 km/h
- Ba: Középszáma: 25-01 489, 1963-ban készült a Győri Rába gyárban, termes, engedélyezett seb. 30 km/h
- Ba: Középszáma: 25-01 483, 1960-1961 között készültek Debrecenben, termes, engedélyezett seb. 30 km/h
- Ba: Középszáma: 25-01 555, 1963-ban készült a Győri Rába gyárban, termes, engedélyezett seb. 30 km/h
- Ba-w: Középszáma: 25-01 400, 1958-ban készültek Debrecenben, termes, engedélyezett seb. 50 km/h
- Ba-w: Középszáma: 25-01 400, 1959-1961 között készültek Debrecenben és a Győri Rába gyárban, termes, engedélyezett seb. 60 km/h
- Ba-w: Középszáma: 25-01 450, 1949-ben és 1958-ban készültek Debrecenben és a Győri Rába gyárban, termes, engedélyezett seb. 25–60 km/h
- BDa-w: Középszáma: 25-01 600, 1958-ban készültek Debrecenben, poggyászteres, termes, engedélyezett seb. 60 km/h

## Egyéb kocsik
- BSRy: Középszáma: 89-17 1972-1982 között készült a Dunakeszi Járműjavítóban, 1987-ben Játszókocsivá átépítve, termes, 0 db van állományban, engedélyezett seb. 120 km/h
- VFK: Középszáma: 99-07 1967-1969 között készültek a Dunakeszi Járműjavítóban, 1 darab van állományban, engedélyezett sebesség 100 km/h (Villamos-fűtőkocsi, elektromos energiát fejlesztő dízelgenerátor működik benne, beceneve: "Rezsó")
- BSc (nemzetközi RoLa kísérőkocsi): Középszáma: 89-10, 1970-1971-ben készült Győrben, a Rába gyárban, 1995-1998 között a Dunakeszi Járműjavítóban átépítve, fülkés, 10 darab volt belőlük állományban, engedélyezett sebességük 100–120 km/h (RoLa vonatok kísérőkocsija)
- BD (belföldi RoLa kísérőkocsi): Középszáma: 89-69, 1979-1980 között készültek a lengyel Cegielski gyár poznańi üzemében, átalakítás éve és helyszíne ismeretlen, fülkés, 6 darab volt belőlük állományban, engedélyezett sebességük 120 km/h (RoLa vonatok kísérőkocsija volt)